# Liebe will gelernt sein
Liebe will gelernt sein ist eine deutsche Filmkomödie von Kurt Hoffmann aus dem Jahr 1963. Erich Kästner schrieb das Drehbuch nach seinem Theaterstück Zu treuen Händen.

## Handlung
Ilse Lehmbruck ist besorgt: Ihr Sohn Hansgeorg zeigt so gar kein Interesse an Frauen, sondern widmet sich mit ganzem Herzen seinem Medizinstudium. Auch hier will er nicht Frauenarzt werden, sondern als Kinderarzt seine Brötchen verdienen. Bevor aus Hansgeorg noch ein Muttersöhnchen wird, schickt ihn Mutter Ilse zur Untermiete zu seinem Onkel Christoph Mylius nach München, der als Schriftsteller sein Geld verdient. Hier soll er behutsam in die Welt der Erwachsenen und vor allem die der Frauen eingeführt werden.
Christoph Mylius ist der Liebling der Frauen, trifft er mit seinen Romanen doch in ihre Herzen. Privat führt er eine lange Zeit eher geheim gehaltene Beziehung zur erfolgreichen Schauspielerin Hermine und muss sich gegen die vorsichtigen Avancen seiner Sekretärin Dora wehren.
Schnell wird deutlich, dass Hansgeorg seine Hintergedanken hatte, als er bei Onkel Christoph einzog. Zum einen will er seine Mutter mit dem Nachbarn verkuppeln und dabei nicht im Weg stehen, und zum anderen mag er München nicht nur wegen der Universität, sondern vor allem wegen der Leihbücherei-Inhaberin Margot. Beide sind seit vier Jahren heimlich ein Paar und er verbringt jede freie Minute bei ihr.
Christoph führt Hansgeorg in die Gesellschaft ein: Sie gehen zu Tanzkursen, wo Christoph von der Damenwelt belagert wird, und besuchen Hermine im Filmatelier, wo sie die Aufnahme einer Badewannennacktszene verfolgen, die unfreiwillig komisch endet. Im Striplokal schließlich zeigt sich Hansgeorg weniger von der sich entkleidenden Dame als vielmehr von der Bardame begeistert, die zu hohen Puls hat. Er geht für sie zur Apotheke, um Medizin zu holen – und lässt sich beim wartenden Christoph schriftlich entschuldigen, da er noch zu arbeiten habe. Christoph wiederum wird von Dora überrascht, die mit ihm die Nacht verbringt.
Der nächste Morgen bringt ein gemeinsames Eintreffen in Christophs Haus: Während Christoph verkatert und übermüdet ist, ist Hansgeorg ausgeruht, sodass er sich erklären muss und endlich zugibt, eine Freundin zu haben. Bei einem Fest im Hause Mylius stellt Hansgeorg ihm Margot vor, während sich Hermine und Dora auszusprechen versuchen und unversöhnt auseinandergehen. Kurze Zeit später hat Christoph eine neue Sekretärin.
Hansgeorg gibt vor, auf längere Zeit an den Rhein zu verreisen. In Wirklichkeit lebt er in Margots Wohnung in München. Dort erfährt er, dass seine Mutter Hals über Kopf den Nachbarn Eberhard Feldhammer geheiratet hat und beschließt, nun auch seine Beziehung nicht mehr geheim zu halten. Kurz nach seiner „offiziellen“ Rückkehr vom Rhein bittet er die Familie zusammen. Mutter Ilse, die Margot aus Prinzip ablehnen will, wird überrascht, als sie in ihr Hansgeorgs Jugendliebe erkennt und nun weiß, dass beide schon seit Jahren ein Paar sind. Beide erklären der Familie, dass sie noch in diesem Monat heiraten werden: nicht, weil Margot schwanger ist, sondern weil beide schon einen zweijährigen Jungen namens Andreas haben. Die Überraschung ist perfekt und Ilse nach kurzem Zögern eine stolze Großmutter. Wenig später folgt die Hochzeit, an der die gesamte Familie teilnimmt.

## Produktionsnotizen
Liebe will gelernt sein wurde vom 15. Oktober bis zum 23. November 1962 im CCC-Atelier Berlin-Spandau gedreht. Die Außenaufnahmen entstanden in München und Umgebung, Grünwald, Berlin und St. Moritz.
Der Film erlebte am 28. Februar 1963 im Düsseldorfer Savoy Theater seine Uraufführung.

## Kritik
Das Lexikon des Internationalen Films sah in Liebe will gelernt sein „trotz Autor, Regisseur und ansehnlicher Besetzung nur eine geistreichelnde Komödie ohne Tempo und Schwung.“